# マルコ・シュタイナウアー
マルコ・シュタイナウアー（Marco Steinauer、1976年4月13日 - ）は、スイス・シュヴィーツ州アインジーデルン (Einsiedeln)出身の元スキージャンプ選手。1992年から2006年に国際大会で活躍した。 

## プロフィール
1992年1月に開催国枠としてスキージャンプ・ワールドカップにデビューしたが、2戦で51位、52位におわった。その後1995年ノルディックスキー世界選手権代表に抜擢されノーマルヒル14位、ラージヒル38位、団体5位となった。
1995-1996シーズンは序盤にプラニツァのラージヒルで自己最高の4位となるなど好調で、総合も17位となった。
1997年ノルディックスキー世界選手権ノーマルヒル17位、ラージヒル32位、1998年長野オリンピックではノーマルヒル56位、ラージヒル33位、団体6位だった。
その後も1999年から2005年のノルディックスキー世界選手権、2002年ソルトレイクシティオリンピック代表となったが目立った成績は残せなかった。
2005-2006シーズンを最後に現役を引退した。